# Dharío Primero
Darío Evangelista Ortiz de la Hoz (Santiago de los Caballeros, República Dominicana, 27 de diciembre de 1952-Orlando, Estados Unidos, 14 de mayo de 2025), más conocido como Dharío Primero, fue un cantante dominicano.
Su legado artístico consta de 15 discos de larga duración, es considerado uno de los primeros cantantes en incursionar en la música balada de República Dominicana siendo así uno de los compositores más representativos del género balada en su país. Incursionó en la actuación con la telenovela Fue sin querer en 1985 al lado del cantante argentino Sandro, quien lo llamaría con el seudónimo de El Romántico de América.  Fue considerado el “Sandro de América” de la República Dominicana debido a su estilo romántico y su contribución a la balada en el país. Fue una figura en la época dorada de la balada romántica dominicana, con canciones que se han mantenido en el repertorio popular, tales como “Mi Manera” y “Sed de Amor”. 

## Biografía y carrera artística

### Infancia
Darío Evangelista Ortiz de la Hoz nació el 27 de diciembre en la ciudad de Santiago de los Caballeros, al norte de la República Dominicana.  Era hijo único de Lidia Antonia de la Hoz y Narciso Baldemiro Ortiz, ambos ya fallecidos. Su madre fue quien le dio el nombre artístico de Dharío Primero por ser su primer y único hijo.

### Sus inicios en la música
A principios de 1970 se mudó a la ciudad de Nueva York donde conoció a otros jóvenes con inquietudes musicales similares a las que él siempre tuvo. Con influencias marcadas de Sandro, Elvis Presley, Tom Jones, Willi Nelson y los Beatles, formaron un grupo musical llamado Las Imágenes el cual se presentaban en salas de espectáculos y centros nocturnos como el Chateau Madrid y el Happy Hill Casino, interpretando las primeras composiciones del propio Dharío. Una vez acoplados entre sí, modificaron su estilo e influencias acercándose a lo que hacía el grupo chileno Los Ángeles Negros, grabando en 1971 su primer álbum Dharío el único, con el Grupo las Imágenes con los temas Yo volveré, Carmen y una versión de la canción Let it be de los Beatles llamada Creo en ti, pero el álbum no logró salir al mercado.

### Carrera en solitario
En 1980 empezó su carrera en solitario como Dhario Primero gracias al impulso que le proporcionó el también cantante y productor cubano Tin Valdés Vigil, un compositor exitoso radicado y destacado en Puerto Rico, en ese entonces presidente de la casa disquera T&T Récords Internacional y EMI Capital. Con el apoyo de Tin Valdés Vigil sacó al mercado su primer disco titulado Selecciones. Dicha producción fue grabada con parte de los músicos de la orquesta sinfónica de Radio City Music Hall de Nueva York, entre los que se encontraban Ruth Siegler, Eugenie Dengel, Brownig Cramer, Horold Kohen, Reymond Kunicki, Ted Hoyler o Cris Finckel. Dicha producción tuvo éxitos en la radio de República Dominicana como Magally, Yo volveré, Canto a las madres, Canto al supremo y Vamos muchachos adelante; este último tema sirvió como primer corte promocional para el álbum y que fuera motivo de controversia y hasta prohibido durante los 12 años del mandato del presidente del país Joaquín Balaguer por su contenido social, ya que en aquellos tiempos se conocía como la Nueva Trova. Con el éxito del disco, se pudo distribuir el álbum también en Puerto Rico y entre otros países, estableciendo a Dhario como uno de los pioneros en la música balada en República Dominicana.
Inició su primera gira de promoción por Sur y Centroamérica, visitando países como Colombia, Argentina, Ecuador, Chile, Venezuela y México, donde participó en varias ocasiones en el programa Siempre en domingo con Raúl Velasco. Durante su paso por México, fue apadrinado por el actor y comediante Mario Moreno "Cantinflas". La gira internacional de Dhario Primero consolidó su nombre no solo en República Dominicana, sino también en importantes mercados de música latina en América Latina, destacándose especialmente en países como Puerto Rico, México y Venezuela. Posteriormente inició la grabación de su segundo LP en Puerto Rico, conociendo ahí a Taldín Pastrana y a Carlos Alfonso Ramírez, productor general también del grupo Los Chicos.

### Primer éxito internacional:Tu recuerdo es mi amor
A finales de 1981, salió al mercado el sencillo Mi manera. En abril de 1982, Weekly Top Tunes Review (WTTR), hoy conocida como la academia de la música Billboard, realizó un estudio de los 140 discos 45 RPM en inglés y español que más se vendieron en Puerto Rico y Estados Unidos, reportando las 130 canciones más importantes. Mi manera se mantuvo durante 32 semanas en las listas de Billboard, alcanzando el puesto número 1 en Puerto Rico, compitiendo con artistas como Camilo Sesto, José José, Amanda Miguel, Wilkins, Sophy, Danny Rivera, Mari Trini, entre otros. 
Con el éxito de su segundo LP Tu recuerdo es mi amor, Industrias Fonográficas Victoria, lanzó el disco bajo su sello para mayor difusión, convirtiéndose en el álbum de mayor trascendencia de su catálogo. Como parte de la promoción en Puerto Rico, se presentó en programas como el Show de Charytin, el Show de Luís Vigoraux, el Show de Iris Chacón, el Show de Walter Mercado, el Show de Nydia Caro, entre otros espacios de Puerto Rico.
En 1982 logró su segundo éxito internacional de ese mismo álbum con la canción Sed de amor, de la autoría del cantautor argentino Jorge Char. En esta producción ya se incluyó también Detrás de la cortina de la autoría de Dhario Primero y el tema que le dio título al LP Tu recuerdo es mi amor de Jorge Char. Con este LP le otorgaron dos discos de plata en Estados Unidos y uno de oro en Puerto Rico, por sus altas ventas según reportes de Weekly Top Tunes Review (WTTR), entre otros reconocimientos internacionales.
Dhario Primero tuvo el honor de cantarle el tema Tu recuerdo es mi amor a la viuda del fallecido pelotero Roberto Clemente, en el Coliseo que hoy en su honor lleva su nombre, teniendo así la oportunidad de trabajar con la viuda en obras benéficas. También participó en la Tele-Maratón en contra del cáncer que se llevó cada año en Puerto Rico, junto a Mario Moreno "Cantinflas".
En 1983 fue invitado a la celebración del programa Hoy mismo para el cierre del espectáculo, siendo invitado al lado del presidente Salvador Jorge Blanco y la primera dama Doña Asela Mera de Jorge, así como otras personalidades como Sonia Silvestre, López Balaguer, Olga Lara, entre otros. Al poco tiempo Dhario Primero actuó en escenarios como el Teatro Blanquita de la Ciudad de México, el Radio City Music Hall, United Palace y Madison Square Garden de Nueva York.

### Carrera internacional
En 1984 el periódico El Vocero de Puerto Rico en su edición Vol. #8 N.º 3960, entre otros medios de comunicación como Telemundo y Wapa TV, aludieron a la invitación que le hicieron a Dhario Primero al festival OTI, la cual él rechazó. Ese mismo año se trasladó a Buenos Aires, Argentina, de la mano de Roberto Sánchez de Ocampo, más conocido como Sandro de América, para la grabación de su tercer disco El romántico de América, el cual fue grabado en los estudios Excalibur propiedad de Sandro. Producido y dirigido por Horacio Malviccino, este LP contiene temas como Camino al amor, En memoria a mamá y Enamorado, los cuales fueron del gusto del público en Puerto Rico, Colombia, Ecuador, Estados Unidos entre otros países. Era tan marcado su estilo romántico, que Sandro de América lo designó “El romántico de América”. Con el éxito del álbum, la casa disquera "Universe" junto con “Industrias Fonográficas Victorias de Colombia y Ecuador" lanzaron al mercado dicho LP bajo el nombre de Camino al amor.
En 1984 participó en la telenovela Fue sin querer para la cadena Telemundo, grabando al lado de Sandro de América y la actriz puertorriqueña Gladys Rodríguez. Ese mismo año fue galardonado con el premio “La Cotorra” otorgado a las figuras más destacadas del ambiente artístico en la República Dominicana.
En 1986 lanzó el disco 15 aniversario, recordando con el tema inédito La distancia es solo un prueba, de la autoría de Jorge Char. La cadena de televisión TeleAntillas hace un especial televisivo titulada Dhario Primero 10 años después.  En los siguientes años realizó conciertos en recintos de República Dominicana como el Palacio de los deportes, hoy conocido como Arena del Cibao. Para 1987 fue invitado a cantar en el certamen Miss Puerto Rico, interpretando el sencillo antes mencionado. En los años siguientes realizó una extensa gira promocional en programas como Siempre en domingo, Super sábado sensacional, Sábado de corporan, entre otros.
A finales de los 80s, Dhario Primero hizo una pausa de los escenarios para dedicarse a su etapa como empresario hasta que en 1992 regresó a los estudios de grabación para preparar el disco Tres amigos a la buena de Dios con participación en coros de Maridalia Hernández y con canciones en balada, bachata y boleros. Incluyó los sencillos Tres amigos, Yo soy así y Madre, oye mi voz, tema escrito para su madre. El álbum fue producido y dirigido por Manuel Tejeda y Jochy Sánchez. Durante esta época, en su vida personal, atravesó un divorcio y el fallecimiento de sus padres. Para 1997 lanzó el disco Estampas con los mismos productores del álbum anterior e incluyó el tema Tío Juan.  En ese año ganó el premio al videoclip del año por premios Casandra.   Dhario Primero es autor de 7 de los 10 temas incluidos en el álbum. 
En el 1999 salió al mercado el álbum Añoranzas bachateras el cual fue una recopilación de los grandes clásicos del género bachata para República Dominicana y Puerto Rico, incluyendo 18 temas. También grabó otra producción en Bachata titulada Simplemente, Dhario Primero para principios del 2001 con doce temas.

### Tributo a Sandro y nueva etapa
En 2003 fue el año en que Dhario Primero publicó el disco De: Dharío Primero Al: legendario Sandro de América... Tributo, del cual Dharío dijo ser un sueño hecho realidad y que ya podría morir tranquilo, porque pudo realizar este homenaje en vida a quien admira y respeta como su ídolo, Sandro.
En los años siguientes, fue invitado a distintos programas de radio en Nueva York donde siguió promoviendo su música, entre ellos el programa Señor Bolero, conducido por Francis Méndez, así como las emisoras Univisión Radio y La Kalle 105.9 fm.
En 2008 fue invitado por su hijo junto a Frederick Martínez el Pacha, al auditorio parroquial de la iglesia San Antonio de Padua, que pertenece a la diócesis romana católica de Paterson, en Nueva Jersey, presentándose junto a otras estrellas como Claudia de Colombia, Isadora, Tito Nieves, y los Hermanos Rosario.  Ese mismo año anunció su liberación de sellos discográficos para dar inicio a una nueva etapa en su carrera. 
En celebración a sus 35 años en el arte grabó una producción titulada Gracias por esperar con 10 temas inéditos de los cuales nueve son de su autoría.

### Fallecimiento
En mayo de 2025, se reportó que Dhario Primero estaba enfrentando problemas de salud graves que requirieron su hospitalización. La situación fue confirmada por el periodista Claudio Concepción, quien expresó su disposición al diálogo y su apoyo al artista en este difícil momento. El cantante, conocido como el “Sandro de América” de República Dominicana, falleció el 14 de mayo de 2025 a los 72 años, después de una lucha contra el cáncer de pulmón y problemas cardíacos, en Orlando, Florida, EE. UU..
Su deceso fue confirmado por su familia y la disquera R.R. Entertainment Music, quienes emitieron un comunicado oficial para informar sobre su partida. Antes de su fallecimiento, Dhario Primero dejó como legado su última composición titulada “Triste Inventario”, dedicada a su tierra natal, República Dominicana. La canción simboliza su despedida y su amor eterno por el país. 
El medio Listín Diario destacó su figura como un ícono de la balada en la República Dominicana, mientras que el Nuevo Diario lo recordó como uno de los grandes artistas de la música popular en el país, influyendo de manera significativa en la música de los 80s y 90s.

## Discografía

### Álbumes de estudio
- 1981: Selecciones
- 1982: Tu Recuerdo es mi Amor
- 1983: El Romántico de América
- 1984: Camino al Amor
- 1986: 15 Aniversario: Recordando
- 1992: Tres Amigos a la Buena de Dios
- 1997: Estampas
- 1999: Añoranzas Bachateras
- 2000: 16 Grandes Éxitos en Bachata
- 2000: Gran Homenaje a los Grandes de la Bachata
- 2001: Sufrir
- 2002: Mis Pasos por el Arte, 20 Éxitos
- 2003: De Dharío Primero, Al Legendario Sandro de América
- 2004: Amar sin Razonar
- 2008: Mis Inicios
- 2010: Gracias por Esperar

### Sencillos
- 1978: Canto Al Supremo / Vamos Muchachos Adelante
- 1979: Piel Canela / Canto a las Madres
- 1980: Sin Ti / El Hombre del Juego
- 1981: Canto al Supremo / Canario
- 1981: Mi Manera / Detrás de la Cortina / Tu Recuerdo es mi Amor
- 1982: Tu Recuerdo es mi Amor / Sed de Amor
- 1983: Estás Dormida / Enamorado
- 1984: Cualquiera
- 1985: La Distancia Es Sólo Una Prueba / Si Supieras
- 1986: Por Ti Mujer / La Distancia Es Sólo Una Prueba
- 1986: Vengo a Ocupar mi Lugar
- 1986: Amar Sin Razonar / Lo Que te Queda
- 1992: Tres Amigos / Siempre Quiero
- 1992: Definitivamente Me Voy / Yo Tengo un Secreto de Amor
- 1997: Tío Juan
- 2004: Un Mensaje al Mundo
- 2010: Bella Luz / Esa Mujer / Que Tal Oscuridad

## Filmografía

### Televisión
- 1984: El Romántico de América en Vivo desde El Coliseo Roberto Clemente de Puerto Rico
- 1985: Fue Sin Querer (Telenovela) [21]
- 1986: Diez Años Después, (Especial Televisivo) [22]
- 2003: De Dharío Primero, Al Legendario Sandro de América

### Video Clips
- 1982: Mi Manera
- 1982: Sed De Amor
- 1983: El Amante
- 1983: La Cumparsita
- 1986: Lo Que Te Queda
- 1986: Vengo A Ocupar Mi Lugar
- 1986: La Distancia es Solo Una Prueba
- 1992: Tres Amigos
- 1992: Detente Por Favor
- 1992: Yo Soy Así
- 1992: Tengo un Secreto de Amor
- 1992: Amar Sin Razonar
- 1992: Por Ti Mujer
- 1997: Tio Juan
- 2001: Un Mensaje Al Mundo